# ジャック・ブルース
ジャック・ブルース（Jack Bruce、本名ジョン・サイモン・アッシャー・ブルース、1943年5月14日 - 2014年10月25日）は、スコットランドのミュージシャン。ロック・バンドのクリームに在籍して、リード・ボーカル、ベース、ハーモニカ、チェロ、ピアノなどを担当した。
アンプを大音量で鳴らし、常にベースソロのような状態で弾く演奏技術は同世代及び後のベーシスト達に多大な影響を与え、ロック界を代表するベーシストの一人と見なされる。
ローリング・ストーン誌が選んだ「史上最高のベーシスト50選」で第6位に選ばれている。

## 来歴

### 生い立ち
ブルースはスコットランドラナークシャー郡ビショップブリッグスにて、音楽好きな労働階級一家の次男として生まれる。
4歳の時、左翼運動家だった両親と共に、政治活動の規制が少なく生活環境の良いカナダに移り住む。しかし現地での生活には期待に反して心労が絶えず、ついには当時の赤狩りが決定打となって2年ほどで帰国。一家はそれまで以上の困窮に陥ってしまう。
彼は度重なる引っ越しのため友人がおらず、カナダ訛りの英語で同級生にからかわれるなど孤独な生活を送りながらも、母や兄と同じく聖歌隊に所属して、6歳の頃母親に促されて音楽コンクールに出場し、吐き気を催すほど緊張しながらも何度か入賞した。
当時イギリスで旋風を巻き起こしていたロックンロールにはとりたてて興味を持たなかった。ラジオから流れるバッハやシューベルトなどのクラシック音楽を愛聴し、ジャズピアノを弾く父と兄の影響により10歳の頃にはピアノで即興作曲をするなど早くも才能を発揮するようになる。
11歳頃、彼が自由自在にハーモニカを操る姿を見た教師に見出され、音楽教育に熱心なベラハウストン・アカデミーに進学する。当初コントラバスを専攻する予定だったが、教師が体が小さいと苦言を呈したためチェロを選んだ。またこの頃書いた弦楽四重奏曲は、音楽教師には評価されなかった。
ブルースはベラハウストン・アカデミーに通いながら奨学金を得て王立スコットランド音楽演劇アカデミーで作曲を専攻し始めた。しかし次第にモダン・ジャズ・カルテットやセロニアス・モンクなどのモダン・ジャズに傾倒するようになると、形式的な講義を行うアカデミーと対立し17歳で退学。在学中には既にダンスホールでダブルベースを演奏し、出演料を稼いでいた。

### 1960年代（黎明期）
ブルースは間もなく地元やその近辺でミュージシャンとしての活動を本格化させ、一時イタリアの米軍基地で働いた後、1962年にロンドンに降り立つ。当時在籍していたトラッド・ジャズ・バンドに辟易としていた彼は、通りかかったクラブのバンドに強引に参加して難曲を弾きこなし、メンバーを驚嘆させる。その中に、後にグレアム・ボンド・オーガニゼーションで共に活動するディック・ヘクストール＝スミス（サクソフォーン）とジンジャー・ベイカー（ドラムス）がいた。
1962年にマイク・テイラー（ピアノ）、ベイカー、グレアム・ボンドらとドン・レンデルのジャズ・グループに参加する傍ら、アレクシス・コーナーのブルース・インコーポレイテッドにも参加。1963年になるとボンドのコンボでR&B系のホンク・サックスを主題とするグレアム・ボンド・オーガニゼーションで頭角を現す。メンバーにはボンド、ベイカー、ヘクストール＝スミスの他、一時期ジョン・マクラフリンもいた。彼等は4ビート・ジャズとブルースを合わせたサウンドでモッズにも影響を与え、ボンドのハモンド・オルガンやブルースのブルース・ハープによる演奏等で注目を浴びる。しかしブルースはベイカーとの演奏方式の違いから相手の楽器を破壊するなど関係を悪化させ、解雇された。
グレアム・ボンド・オーガニゼーションのマネージャーで後にビージーズで大成功を収めるロバート・スティッグウッドのマネージメントでソロ活動を開始した。1965年にはエレクトリックベースに持ち替えて10月23日から11月21日までジョン・メイオール&ザ・ブルースブレイカーズのステージに立ち、後に共にクリームを結成するエリック・クラプトンと11月6日から10回程度共演した。同年12月、ドン・レンデル（サクソフォーン）とジョン・スティ―ヴンス（ドラムス）を迎えた初のソロ・シングルI'm Gettin' Tired (Of Drinking And Gambling) / Rootin' Tootin'を発表。1966年、マンフレッド・マンに約3ヶ月在籍。同年夏のシングル「プリティ・フラミンゴ」が全英1位のヒットを記録している頃、ロンドン育ちのオランダ人でポール・ジョーンズの後任のリード・ボーカリストであるミカエル・デ・アボ、ドイツ人のベーシストのクラウス・フォアマンに後を任せ、活動の場をエリック・クラプトン・アンド・ザ・パワーハウスを経てクリームへと移して行く。

### 1966年-1968年（クリーム時代）
1966年、ベイカーとブルースの持つジャズの即興性、ピート・ブラウンとの共作によるビートニク、クラプトンのもつ情熱的なブルース・フィーリングがミックスされたクリームを結成した。彼等はパワー・トリオの走りとして活動を続けたが、ブルースとベイカーの対立にクラプトンも加わって主張の衝突が繰り返された。
ブルースは1967年にマイク・テイラー・トリオ名義のアルバム『トリオ』にアップライト・ベースで参加。1968年8月にはマクラフリン、ヘクストール＝スミス、ジョン・ハイズマンと共にジャズのインストゥルメンタル・アルバム『シングス・ウィー・ライク』を録音した。
クリームはアルバム4作を残して1968年末に解散した。ブルースは一時クラプトンを批判していたが、後に「あの頃は彼の才能がとても羨ましかっただけなんだ」と述懐している。一方、我が強かったベイカーとの関係は結局改善しないまま、二人はそれ以後も共同活動と対立を繰り返していった。

### 1969年から1970年代
クリーム解散後の1969年9月、全収録曲をブラウンと共作した1作目のソロ・アルバム『ソングス・フォー・ア・テイラー』を発表。1970年1月から3月まで、ラリー・コリエル、ミッチ・ミッチェル、マイク・マンデルによるメンバーでJack Bruce & Friendsの名義でライブ活動を再開する。派手なプロモートは別にしてもバンドを解散して、同年にはマクラフリンの在籍するアメリカのトニー・ウィリアムス・ライフタイムに加入して、アメリカ・ツアー、レコーディングを行い年内にスタジオ・アルバム『ターン・イット・オーバー』の制作に参加した。また1968年に録音したアルバム『シングス・ウィー・ライク』を、2作目のソロ・アルバムとして発表した。
1971年、カーラ・ブレイが詩人ポール・ヘインズと共作したLP3枚組の大作ジャズ・オペラ『エスカレーター・オーヴァー・ザ・ヒル』にヘインズの詩の詠み手として起用され、評判を呼んだ。一方、再びラリー・コリエルとのライブなどを行いテクニカルな演奏を総括する。同年、ブラウンの詩と彼の曲が見事に合致した3作目のソロ・アルバム『ハーモニー・ロウ』を発表。ニュークリアスのクリス・スペディング、ジョン・マーシャルにアート・サーマン、グレアム・ボンドの二管を加えたJack Bruce & Friendsを編成し同年8月から国内ツアーで精力的なライブ活動を行うが、クリームを期待する聴衆、アルバム・セールスの不振、ボンドの体調不良のために1972年1月に解散においこまれた。
続いて元マウンテンのレスリー・ウエスト（ギター、ヴォーカル）、コーキー・レイング（ドラムス）に招かれてウェスト、ブルース&レイングを結成。彼等はアルバムを2作発表してライヴ活動も行なったが、薬物摂取の影響もあり1973年半ばに解散した。以後約2年間、ブルースは薬物依存状態に陥った。
1975年にローリング・ストーンズを脱退したミック・テイラーとともに、カーラ・ブレイ、ブルース・ギャリー、ロニー・リーヒーによるThe Jack Bruce Bandを結成し活動を再開するがスタジオ作品は残していない。1977年にも新たなグループを結成しヒューイ・バーンズ、トニー・ハイマス、サイモン・フィリップスのThe Jack Bruce Band名義によるアルバム『ハウズ・トリックス』を発表した。
グループを解散する前後から薬物摂取の本格的リハビリテーションを始め、復帰した1979年にはジョン・マクラフリンのツアーに参加しビリー・コブハムと組むようになる。

### 1980年代
1980年には、コブハムと共にモーズ・アリソンのモントルー・ジャズ・フェスティヴァルのライブをバック・アップ、またアメリカでクレム・クレムソン（ギター）、デヴィッド・サンシャス（ギター、キーボード、ヴォーカル）らと共にJack Bruce & Friendsとして新たな活動を行う。
サンシャスはブルースの1980年代の活動に不可欠な人物だった。クレムソンが抜けてもブルースのピアノにギターで対応する様になるよりミニマムになりつつも世界観は構築され、ニューヨークの活動で知り合ったアメリカン・クラーベのキップ・ハンラハンとの共同作品を1980年代初頭から始める。これによって、作詞の部分でブラウンと異なるパートを作り出した。
ロビン・トロワーやトレヴァー・ラビン、ゲイリー・ムーア、バーニー・マースデンなどのギタリストの作品にセッション・ベーシストとして参加した。日本のギタリストでは、1987年に鈴木賢司のロンドン行きの壮行コンサートを収録した『イナズマ・スーパー・セッション』などがある。
また、歌人としてマイケル・マントラーは自己の作品の朗読にブルースを起用してアルバムを制作し、サイケデリック・ロックを指標としたPファンク系のミュージシャンはブルースと交流をもち、後にバーニー・ウォーレルとはデュオ作品を作るパートナーともなる。

### 1990年代
1993年1月、クリームの一員としてロックの殿堂入りを果たし、授賞式ではクラプトン、ベイカーと1968年以来の再結成ライブを披露した。
ドイツのインディペンデント・レーベルCMPと契約を結んだのを機に11月、50歳の誕生日を祝うべく、キャリアを総括したコンサートをドイツ・ケルンで開いた。翌1994年にはベイカー、ゲイリー・ムーアとBBM (Baker-Bruce-Moore）を結成してアルバムを発表した。
1997年4月から6月までリンゴ・スター&ヒズ・オールスター・バンドのアメリカ・ツアーに参加。1998年のヨーロッパ・ロシア・ツアー、1999年と2000年のアメリカ・ツアーにも参加して、ゲイリー・ブルッカー、ピーター・フランプトン、サイモン・カーク、トッド・ラングレン、デイヴ・エドモンズらと共演した。一方、1997年10月8日には、息子ジョナスを重篤な喘息発作で失う不幸に見舞われた。

### 2000年代
2001年、サルサ等のラテン・ミュージックをミックスした「Jack Bruce and the Cuicoland Express」を編成。キップ・ハンラハンとの共作をロビー・アミーン（Robby Ameen）、エル・ネグロ・オラシオ（El Negro Horacio Hernandez）、バーニー・ウォーレル（Bernie Worrell）、ヴァーノン・リードと演奏。2002年には4月4日から6日まで福岡、8日から10日まで大阪のブルーノートで公演した。
2003年、Polydor/RSO時代の作品をリマスタリングで再発、当時発表されなかった1978年のアルバム『ジェット・セット・ジュエル』と1975年のマンチェスター公演を録音したCDをリリース。同年、肝臓癌の緊急移植手術を受け、一命を取り留めた。Char、サイモン・カークと企画していた武道館公演はキャンセルされた。
2005年5月、クラプトン、ベイカーとクリーム再結成コンサートをロンドン・ロイヤル・アルバート・ホールで開催。同年10月にはニューヨークのマディソン・スクエア・ガーデンで再演した。
2007年、王立スコットランド音楽演劇アカデミーに生徒が演奏できるジャック・ブルース・ゾーンが開設された。
2008年12月、トニー・ウィリアムス・ライフタイムのトリビュート企画でヴァーノン・リード、ジョン・メデスキ（MMW)、シンディ・ブラックマンのカルテットで来日した。

### 死去
2014年10月25日、サフォークの自宅で家族に見守られながら息を引き取った。享年71歳。
死因について英国メディアは肝臓の病気を患っていたと伝えている。
葬儀にはベイカーとクラプトンも参列した。クラプトンはフェイスブックで「偉大な音楽家であり作曲家だった。私に多大なインスピレーションをもたらした」とコメントを発表した。

## ディスコグラフィ

### アルバム
- 『ソングス・フォー・ア・テイラー』 - Songs for a Tailor (1969年)
- 『シングス・ウィー・ライク』 - Things We Like (1970年)
- 『ハーモニー・ロウ』 - Harmony Row (1971年)
- 『アウト・オブ・ザ・ストーム』 - Out of the Storm (1974年、Polydor/RSO)
- 『ハウズ・トリックス』 - How's Tricks (1977年)
- 『アイヴ・オールウェイズ・ウォンテッド・トゥ・ドゥ・ディス』 - I've Always Wanted to Do This (1980年)
- Automatic (1987年)
- 『ウィルパワー』 - Willpower (1989年、Polydor)
- 『クエスチョン・オブ・タイム』 - A Question of Time (1989年、Epic / ソニー)
- 『サムシン・エルス』 - SomethinEls (1993年、CMP)
- 『シティーズ・オブ・ザ・ハート〜ライヴ1993』 - Cities of the Heart (1994年、CMP)
- 『モンクジャック』 - Monkjack (1995年、CMP)
- BBC Live in Concert (1995年、Strange Fruit)
- The Jack Bruce Collector's Edition (1996年、CMP)
- Live on the Old Grey Whistle Test (1998年、Strange Fruit)
- 『シャドウズ・イン・ジ・エアー』 - Shadows in the Air (2001年、ユニヴァーサル・ビクター / Sanctuary)
- 『モア・ジャック・ザン・ゴッド』 - More Jack Than God (2003年、ユニヴァーサル・ビクター / Sanctuary)
- 『ライヴ'75』 - Live 75 (2003年) ※1975年録音
- 『ジェット・セット・ジュエル』 - Jet Set Jewel (2003年) ※1978年録音
- HR Big Band Featuring Jack Bruce (2007年、hrMedia)
- Spirit - Live at the BBC1971-1978 (2008年、Polydor)
- Can You Follow? (2008年、Cherry Red/Esoteric Recordings)
- 『シルヴァー・レイルズ』 - Silver Rails (2014年、Esoteric Recordings)
- 『ライヴ・イン・ジャーマニー 1993』 - Rockpalast: the 50th Birthday Concerts (2014年) ※DVD&CD with ジンジャー・ベイカー、ゲイリー・ムーア